# سگ‌های برلین (مجموعه تلویزیونی)
سگ‌های برلین یک مجموعه تلویزیونی تحت وب و دومین سریال آلمانی پس از مجموعه تاریک بوده که در نتفلیکس تولید شده‌است. اولین تصاویر از تولید این سریال در آوریل سال ۲۰۱۸ به نمایش درآمد و آغاز ساخت آن در نوامبر ۲۰۱۷ بود.
اولین فصل سگ‌های برلین ۷ دسامبر ۲۰۱۸ در نتفلیکس پخش شد.

## داستان
افسران پلیس ارول بیرکان و کورت گریمر در مورد قتل ستاره فوتبال آلمانی و ترک تبار به نام ارکان اردهم تحقیق می‌کنند. این اتفاق برلین را به هم می‌ریزد و تعداد مظنونین احتمالی زیاد است: نئو نازی‌ها از منطقه مارتسان برلین، خانواده ای لبنانی از همان محله فوتبالیست کشته شده، ملی گرایان ترکیه ای که از بازی اردهم برای آلمان ناراحت و عصبانی هستند، هواداران فوتبال و مافیای برلین در این لیست جای دارند. زنجیره ای از شواهد حتی مسئولان رده بالای پایتخت را درگیر این پرونده می‌کند. برای کشف حقیقت، این دو افسر پلیس باید در اعماق تاریکی‌های شهر برلین غرق شوند.

## بازیگران

### اصلی
- فاهری یاردم در نقش ارول بیرکان
- فلیکس کرامر در نقش کورت گریمر

## قسمت‌ها
این مجموعه شامل ۱ فصل و ۱۰ قسمت است.